# Hallmark
Hallmark eller kontrolstempel er officielle stempler eller serier af stempler på genstande, primært fremstillet af ædelmetaler som guld, sølv, platin og i nogle lande palladium, der viser, hvor genstanden er fremstillet, hvad den er lavet af, hvornår den er lavet og hvem der har fremstillet den. Hver mester har sit eget stempel. Hvert år har et bogstav (i vekslende typer), og mange byer har særlige stempler.
Allerede i oldtiden har sølv- og guldsmede stemplet deres arbejder. Stempler kendes fra Byzans omkring 400 år f.Kr.
I Frankrig blev der med guldstatutten fra 1260 lavet en slags kontrolstempling. England fulgte i år 1300, hvor Edvard 1. af England beordrede, at alt sterlingsølv (92,5 %) skulle mærkes af mesteren. I England stempledes længe med både bystempel og regentens profil.
I Danmark kunne en sølvsmed stemple med mestermærker og guardeiner, som familien Fabricius' kontrolstempel.
Metalstempler slås ind i genstanden. I moderne tid er det også muligt at kontrolstemple med laser.